# Друзякіна Софія Іванівна
Софі́я Іва́нівна Друзя́кіна (справж. — Ментцер, 29 (17) травня 1880, Київ, Російська імперія — 3 травня 1953, Москва, Російська РФСР, СРСР) — співачка (лірико-драматичне сопрано), педагог, професор Московської консерваторії. Володіла гнучким голосом красивого тембру широкого діапазону. Сестра співачки і педагога Марти Закревської.

## Життєпис
Софія Іванівна Друзякіна народилась в родині німецького підприємця, який переїхав до Києва в 1870-х роках, і дочки німецького пастора.
Навчалась співу в приватній Київській музичній школі Миколи Тутковського (клас Олександри Сантагано-Горчакової).
Удосконалювала вокалальну майстерність в Мілані у відомого вокального педагога Чезаре Россі.
Дебютувала 1900 року в Одеському оперному театрі.
1901—1902 — солістка Київської опери.
1903—1904 — солістка Харківської опери.
1906—1907 — солістка Товариства М. Максакова.
1907—1908 — солістка Большого театру, 1910—1916 — солістка Оперного театру С. Зиміна у Москві.
1916—1917 — працює в Одеському оперному театрі.
1917—1924 — солістка Театру Московської ради робітничих депутатів.
Гастролювала в Італії та Франції.
Викладацька робота:
- з 1920 — Музично-драматичний інститут (Москва)
- 1928—1946 — Московська консерваторія (від 1930 — професор).

## Партії
- Тетяна, Ліза («Євгеній Онєгін», «Пікова дама» П. Чайковського)
- Тамара («Демон» А. Рубінштейна)
- Наташа («Русалка» О. Даргомижського)
- Амелія, Аїда, Дездемона («Бал-маскарад», «Аїда», «Отелло» Дж. Верді)
- Марґарита («Фауст» Ш. Ґуно)
- Антоніда («Життя за царя» М. Глінки)
- Урбан («Гуґеноти» Дж. Мейєрбера)
- Тоска, Мімі, Мадам Баттерфляй («Тоска», «Богема», «Мадам Баттерфляй» Дж. Пуччіні)